# Paul Fouad Naïm Tabet
Paul Fouad Naïm Tabet (Maarab, 28 novembre 1929 – 20 luglio 2009) è stato un arcivescovo cattolico libanese.

## Biografia
Paul Tabet nacque il 28 novembre 1929 a Maarab, nel governatorato di Kisrawān-Jubayl, in Libano.
Ricevette l'ordinazione sacerdotale il 22 dicembre 1956 per la Chiesa maronita. Entrò alla Pontificia accademia ecclesiastica nel 1960.
Il 9 febbraio 1980, papa Giovanni Paolo II lo nominò pro-nunzio apostolico in Trinidad e Tobago, Barbados, Giamaica e Bahamas, assegnandogli la sede titolare di Sinna con dignità di arcivescovo ad personam. Ricevette l'ordinazione episcopale Il 30 marzo 1980, a Bkerké, dal cardinale Antoine Pierre Khoraiche.
L'11 febbraio 1984 il suo incarico di pro-nunzio fu esteso anche al Belize, ma già l'8 settembre dello stesso anno fu nominato pro-nunzio in Nigeria.
Il 14 dicembre 1991 venne nominato Osservatore permanente della Santa Sede presso l'Ufficio delle Nazioni Unite ed Istituzioni specializzate a Ginevra, carica che mantenne fino al marzo del 1995.
Fu in seguito nominato nunzio apostolico in Grecia il 2 gennaio 1996.
Si ritirò dal servizio diplomatico il 25 gennaio 2005.
Morì il 20 luglio 2009 all'età di 79 anni.

## Genealogia episcopale e successione apostolica
La genealogia episcopale è:
- Patriarca Youhanna Boutros Bawwab el-Safrawi
- Patriarca Jirjis Rizqallah
- Patriarca Stefano Douayhy
- Patriarca Yaaqoub Boutros Awwad
- Patriarca Semaan Boutros Awwad
- Patriarca Youssef Boutros Estephan
- Patriarca Youhanna Boutros Helou
- Patriarca Youssef Boutros Hobaish
- Patriarca Boulos Boutros Massaad
- Patriarca Elias Boutros Hoayek
- Patriarca Antoun Boutros Arida
- Cardinale Antoine Pierre Khoraiche
- Arcivescovo Paul Fouad Naïm Tabet

La successione apostolica è:
- Cardinale Kelvin Edward Felix (1981)
- Arcivescovo Lawrence Aloysius Burke,  S.I. (1981)
- Vescovo Ernest Cabo (1983)
- Arcivescovo Joseph Effiong Ekuwem (1989)
- Arcivescovo Lucius Iwejuru Ugorji (1990)
- Vescovo Vincent Valentine Egwuchukwu Ezeonyia, C.S.Sp. (1990)